# Irmel Droese
Irmel Droese, geborene Irmhild Rodenacker (* 25. Mai 1943 in Landsberg an der Warthe), ist eine deutsche Künstlerin, die sich durch Improvisation von Stimmen, durch Improvisationstheater und -tanz mit selbstgeschaffenen Handpuppen, durch Zeichnung, Grafik, Malerei, Plastik, Textilkunst und Fotografie ausdrückt.

## Leben
Droese erblickte als viertes (und jüngstes) Kind sowie zweite Tochter des Maschinenbauingenieurs Wolf Georg Rodenacker (1909–1995) und seiner Frau Ida, geborene Lawaczeck (1914–2007), das Licht der Welt. Der Vater, der ab 1933 als Entwicklungsingenieur für die Filmfabrik Wolfen gearbeitet hatte, trat nach seiner Promotion in die Firma Bayer AG ein, für deren Dormagener Werk er Maschinen und Konstruktionsrichtlinien entwickelte. 1965 wurde er Professor an der Technischen Hochschule München und baute dort das erste Institut für Konstruktionstechnik in Westdeutschland auf. Seine Tochter Irmel begann 1960 ein Studium an der Werkkunstschule Mainz. Danach arbeitete sie von 1964 bis 1969 in verschiedenen Werbeagenturen. Anschließend studierte sie von 1969 bis 1974 an der Kunstakademie Düsseldorf, wo Joseph Beuys und Erwin Heerich ihre wichtigsten Lehrer waren. 1972 wurde sie Meisterschülerin von Beuys, von dessen performativer Fluxus-Kunst und Erweitertem Kunstbegriff sie geprägt wurde.
Während einer Tätigkeit im künstlerischen Lehramt ab dem Jahr 1975 begann sie ihre freie künstlerische Arbeit, insbesondere mit Handpuppen und Objekten. 1978 beendete sie ihren Schuldienst und begann unter der Bezeichnung Irmels Puppen – das Handpuppentheater auf den Schultern eigene Stücke als „Ein-Personen“-Puppentheater aufzuführen. Bei ihren Performances auf Kinder-, Jugend-, Kultur- und Straßenfestivals setzte sie Sprache, Musik und Mimik ein. Dabei thematisierte sie die Bandbreite menschlicher Gefühlszustände und bezog das Publikum als „Kunst-Mit-Schaffende“ in die epische Konzeption ihrer Aufführungen ein. Ab 1990 bearbeitete sie die Hekabe-Überlieferung des Euripides und führte ihre Neubearbeitung des Stoffes 1992 in dem von ihr gegründeten Bewegungstheater Werkstattbühne Düsseldorf öffentlich auf. Ihre Bilder und Zeichnungen mit expressiven Formen und an das Gegenständliche gebundenen Darstellungen fertigt sie mit Bleistift, Buntstift, Kohle und Aquarell, als Holzschnitt, Lithografie oder Fotogramm. Sie verwendet abgetönte und abgemischte Farben, in denen klare, leuchtende Töne einzelne Akzente setzen. Auch mit Textilien arbeitete sie, indem sie in „Nähbildern“ Gesichter auf Stoffe stickte. Zahlreiche Werke schuf sie in Gemeinschaft mit Felix Droese, mit dem sie seit 1972 verheiratet ist und seit 1990 in Mettmann wohnt.

## Werke (Auswahl)

### Objekte, Bilder, Fotoarbeiten
- Dienen, Lithografie, 1985
- Spiegeln, Lithografie, 1985
- Versunkene Stadt, Lithografie, 1985
- Das eigensinnige Kind, Aquarell, 1986[4]
- Loreley, 1994
- Tänzerin, Puppe aus Wachspapier, genäht
- Liegende, Puppe aus Wachspapier
- Hase und Igel, Paar aus Wachspapier
- Das Herz der Kartoffel, Fotogramm, 2012

### Auftritte
- 1992: Hekabe, Werkstattbühne Düsseldorf
- 1994/1995: Stimmenimprovisation, freie improvisierte Musik im Ensemble Peter Kowald, Wuppertal
- 2000: Ellida, die Frau vom Meer, Alte Post Neuss[5]
- ab 2007: Beteiligung an diversen Aufführungen des Wuppertaler Improvisations Orchesters (WIO)[6]

## Ausstellungen (Auswahl)
- 1978: mit, neben, gegen – die Beuysklasse, Frankfurter Kunstverein
- 1984: Von hier aus – Zwei Monate neue deutsche Kunst in Düsseldorf, Messe Düsseldorf
- 1987: Beischlaf I–XII, mit Felix Droese, Galerie M. und R. Fricke, Düsseldorf
- 1987: Der Fall Techne, mit Felix Droese, Kunstverein Kassel und Gesellschaft für Aktuelle Kunst, Bremen
- 1989: Irmel Droese – das eigensinnige Kind, Galerie M. und R. Fricke, Düsseldorf
- 2000: Eva vor Cain, Rheinisches Landesmuseum Bonn
- seit 2011: Große Kunstausstellung NRW Düsseldorf
- 2019: Irmel und Felix Droese. Werke, Gedanken und Improvisationen, Kulturkirche Ost, Köln-Buchforst